# Alto Malcantone
Alto Malcantone es una comuna suiza del cantón del Tesino, situada en el distrito de Lugano, círculo de Breno. Limita al norte con las comunas de Indemini, Monteceneri y Torricella-Taverne, al este con Bedano y Gravesano, al sureste con Manno y Bioggio, al sur con Cademario, Aranno y Miglieglia, y al oeste con Curiglia con Monteviasco (IT-VA).
La comuna fue creada el 14 de marzo de 2005 tras la fusión de las antiguas comunas de Arosio (2000: 422 hab.), Breno (2000: 255 hab.), Fescoggia (2000: 88 hab.), Mugena (2000: 141 hab.) y Vezio (2000: 208 hab.).